# Maj 2009 w sporcie

## 31 maja

### Kolarstwo
- Giro d’Italia, etap XXI – 15,3 km:
  -   Ignatas Konovalovas – 18'42"
  -   Bradley Wiggins
  -   Edvald Boasson Hagen

|   | Nazwisko          | Drużyna                    | Czas        |
| - | ----------------- | -------------------------- | ----------- |
| 1 | Denis Mienszow    | Rabobank                   | 86h 03' 11" |
| 2 | Danilo Di Luca    | L.P.R. Brakes-Farnese Vini | + 41"       |
| 3 | Franco Pellizotti | Liquigas                   | + 1' 59"    |

### Hokej na lodzie
- Puchar Stanleya, finał 2 mecz:
  - Detroit Red Wings 3:1 (0:1, 2:0, 1:0) Pittsburgh Penguins (→ w meczach 2:0 dla Detroit Red Wings)

## 30 maja

### Sporty motorowe
- Rajdowe Mistrzostwa Europy – Rajd Chorwacji, wyniki:
  -   Krum Donczew – 2:44.27,8
  -   Michał Sołowow
  -   Luca Betti
    - W klasyfikacji generalnej ME prowadzi  Michał Sołowow[1]
- Mistrzostwa Świata w rajdach terenowych trzecia eliminacja Rajd Sardynii 2009, klasyfikacja po 6 OS-ie[2]

| Marc Coma        | 8:02.36,2  |
| Cyril Despres    | +4.00,0    |
| Andrea Mancini   | +8.52,4    |
| -----            |            |
| Jakub Przygoński | +29.53,4   |
| Jacek Czachor    | +1:27.07,5 |

### Koszykówka
- Reprezentacja Polski koszykarek pokonała w towarzyskim meczu Reprezentację Białorusi 66:64 (16:16, 16:11, 13:21, 21:16)[3]

### Żużel
- Grand Prix Indywidualnych Mistrzostw Świata na Żużlu: Grand Prix Szwecji, wyniki:
  -   Emil Sajfutdinow
  -   Jason Crump
  -   Antonio Lindbäck[4]

### Piłka nożna
- Ekstraklasa, 30. kolejka:
  - Górnik Zabrze 0:1 Polonia Warszawa (→ Górnik Zabrze spadł do I ligi (2009/2010))
  - Jagiellonia Białystok 0:2 GKS Bełchatów
  - Legia Warszawa 4:1 Ruch Chorzów
  - ŁKS Łódź 2:0 Polonia Bytom
  - Wisła Kraków 2:0 Śląsk Wrocław (→ Wisła Kraków  MISTRZEM POLSKI)[5]
  - Piast Gliwice 0:2 Lechia Gdańsk
  - Arka Gdynia 2:1 Odra Wodzisław
  - Lech Poznań 2:2 Cracovia (→ Cracovia spadła do I ligi (2009/2010))
- I liga, 33. kolejka:
  - Korona Kielce 2:1 Flota Świnoujście
  - Motor Lublin 0:2 Dolcan Ząbki
  - Warta Poznań 1:2 GKP Gorzów Wielkopolski
  - Wisła Płock 1:2 Widzew Łódź (→ Widzew Łódź awansuje z 1 poz. do Ekstraklasy (2009/2010))
  - Znicz Pruszków 1:0 Stal Stalowa Wola
  - GKS Katowice 1:0 Podbeskidzie Bielsko-Biała
  - Tur Turek 0:3 GKS Jastrzębie (→ Tur Turek spadł do II ligi (2009/2010))
- Ligue 1 → Girondins Bordeaux  MISTRZEM FRANCJI[6]
- Puchar Anglii, finał:
  - Chelsea F.C. 2:1 Everton (→  Puchar Anglii dla Chelsea)[7]
- Puchar Niemiec, finał:
  - Werder Brema 1:0 Bayer 04 Leverkusen (→  Puchar Niemiec dla Werderu)[8]

### Tenis ziemny
- WTA Tour 2009 – French Open, gra pojedyncza kobiet:
  -  Agnieszka Radwańska awansowała do 1/8 finału po wygranej 6:2, 6:4 z  Kateryną Bondarenko[9]
  - French Open, gra mieszana – debel  Sybille Bammer,  Łukasz Kubot awansował do ćwierćfinału turnieju paryskiego[10]

### Rugby
- Puchar Narodów Europy w rugby, dywizja 2A:
  - Polska 14:3 Belgia[11]

### Piłka siatkowa
- Reprezentacja Polski wygrała w meczu towarzyskim 3:1 (25:19, 24:26, 25:18, 25:19) w Mantovie z reprezentacją Włoch[12]

### Kolarstwo
- Giro d’Italia, etap XX – 181 km:
  -   Philippe Gilbert – 4h 30'07"
  -   Thomas Voeckler
  -   Stefano Garzelli
    - W klasyfikacji generalnej prowadzi  Denis Mienszow przed  Danilo Di Luca (strata 20")

### Hokej na lodzie
- Puchar Stanleya, finał, 1 mecz:
  - Detroit Red Wings 3:1 Pittsburgh Penguins[13]

## 29 maja

### Piłka nożna
- I liga, 33. kolejka:
  - Zagłębie Lubin 3:0 (walkower) Kmita Zabierzów (→ Zagłębie Lubin awansuje z 2 poz. do Ekstraklasy (2009/2010); → Kmita Zabierzów spadła do II ligi (2009/2010))
  - Odra Opole 0:3 (walkower) Górnik Łęczna (→ Odra Opole spadła do II ligi (2009/2010))

### Tenis ziemny

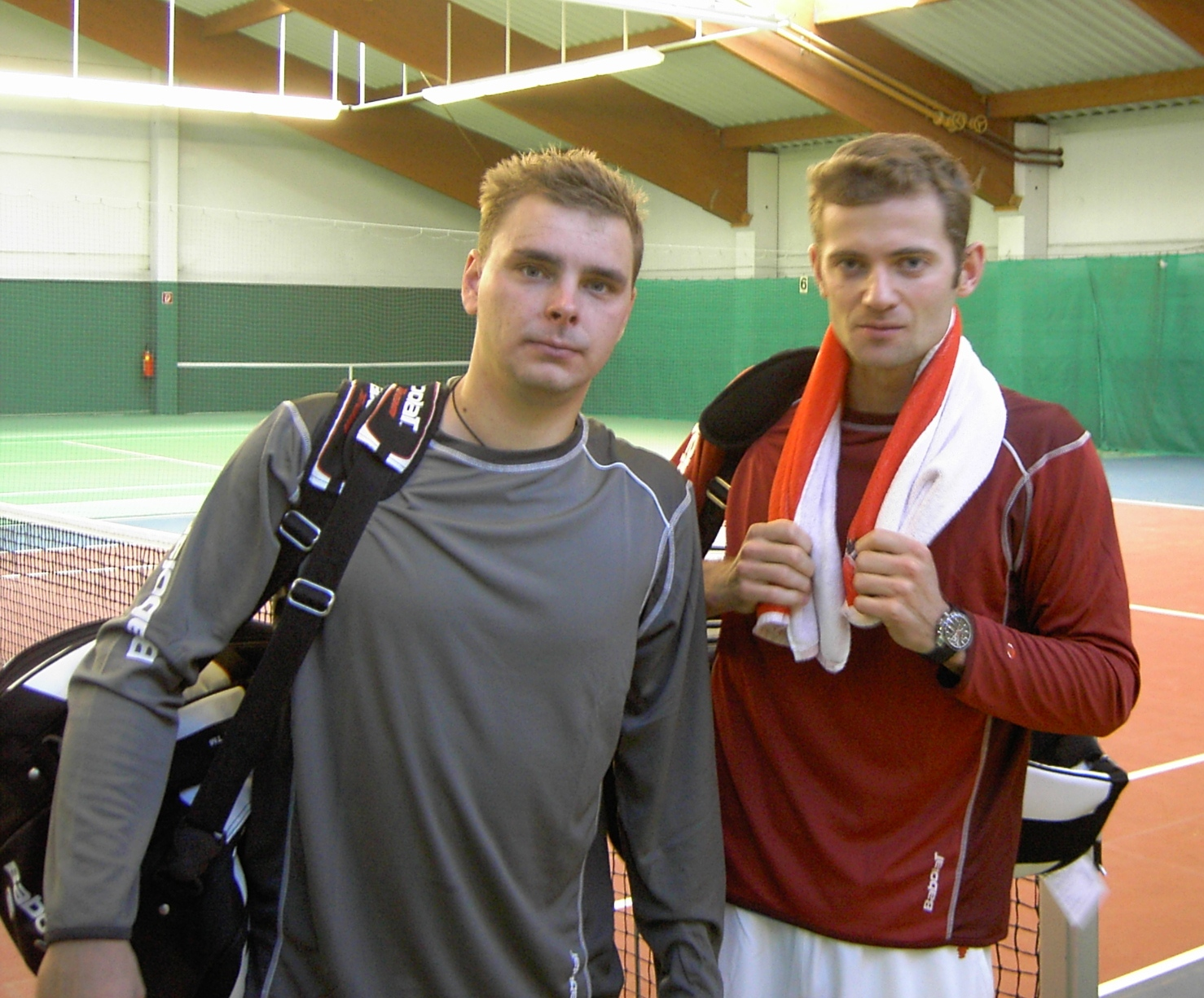
Matkowski, Fyrstenberg

- ATP World Tour 2009 – French Open, gra podwójna mężczyzn:
  - polsko-austriacki debel Kubot-Marach odpadł z turnieju w II rundzie[14]
  -  Mariusz Fyrstenberg i Marcin Matkowski odpadli z turnieju w II rundzie[15]
- WTA Tour 2009 – French Open, gra podwójna kobiet:
  -  Agnieszka i Urszula Radwańskie awansowały do III rundy po zwycięstwie 4:6, 7:6, 6:3 z  Chuang Chia-jung i  Sania Mirza[16][17]

### Sporty motorowe
- Mistrzostwa Świata w rajdach terenowych trzecia eliminacja Rajd Sardynii 2009, klasyfikacja po 4 OS-ie

| Marc Coma        | 6:01.58,5  |
| Cyril Despres    | +5.16,5    |
| Andrea Mancini   | +6.32,5,   |
| -----            |            |
| Jakub Przygoński | +22.34,4   |
| Jacek Czachor    | +1:07.43,0 |

### Kolarstwo
- Giro d’Italia, etap XIX – 181 km:
  -   Carlos Sastre – 4h 33'23"
  -   Franco Pellizotti
  -   Danilo Di Luca
    - W klasyfikacji generalnej prowadzi  Denis Mienszow przed  Danilo Di Luca (strata 18")

## 28 maja

### Piłka siatkowa
- Reprezentacja Polski przegrała w meczu towarzyskim 0:3 (18:25, 24:26, 19:25) w Mantui z Reprezentacją Włoch[18]

### Tenis ziemny
- WTA Tour 2009 – French Open, gra pojedyncza kobiet:
  -  Agnieszka Radwańska awansowała do III rundy po wygranej 6:1, 6:4 z  Mariją Korytcewą[19]
- ATP World Tour 2009 – French Open, gra podwójna mężczyzn:
  - polsko-austriacki debel Łukasz Kubot-Oliver Marach awansował do II rundy paryskiego turnieju[20]
- WTA Tour 2009 – French Open, gra podwójna kobiet:
  -  Klaudia Jans i Alicja Rosolska odpadły z turnieju po porażce 2:6, 4:6 z  Yan Zi i Zheng Jie[21]

### Sporty motorowe
- Mistrzostwa Świata w rajdach terenowych trzecia eliminacja Rajd Sardynii 2009, I etap – 360 km:[22]

| OS1              | OS1       |
| ---------------- | --------- |
| Cyril Despres    | 1:47.27,0 |
| Marc Coma        | + 26,3    |
| Andrea Mancini   | + .18,4   |
| -----            |           |
| Jakub Przygoński | + 7.52,2  |
| Jacek Czachor    | + 18.34,2 |

| OS2              | OS2       |
| ---------------- | --------- |
| Cyril Despres    | 1:29.53,5 |
| Marc Coma        | + 25,1    |
| Jordi Viladoms   | + 2.11,0  |
| -----            |           |
| Jakub Przygoński | + 7.27,2  |
| Jacek Czachor    | + 21.55,5 |

### Kolarstwo
- Giro d’Italia, etap XVIII – 181 km:
  -   Michele Scarponi – 4h 07'41"
  -   Félix Cárdenas
  -   Danny Pate

## 27 maja

### Piłka nożna
- Liga Mistrzów UEFA, finał:[23][24]

| 27 maja 2009 | FC Barcelona · Eto’o 10' · Messi 70' | 2-01-0 | Manchester United | Stadio Olimpico, Rzym · Sędzia: Busacca ( Szwajcaria) |
|              |                                      |        |                   |                                                       |

### Piłka ręczna
- Ekstraklasa piłki ręcznej mężczyzn, finał:
  - Vive Kielce 31:24 Wisła Płock (w meczach 3:2 → Vive Kielce  MISTRZEM POLSKI)[25]

### Tenis ziemny
- ATP World Tour 2009 – French Open, gra podwójna mężczyzn:
  -  Mariusz Fyrstenberg i Marcin Matkowski wygrali w I rundzie 6:4, 6:3 z  Sebastiánem Prieto i Martinem Vasallo-Arguello[26]
- WTA Tour 2009 – French Open, gra podwójna kobiet:
  -  Agnieszka i Urszula Radwańskie awansowały do II rundy po zwycięstwie 6:2, 6:1 z  Wiktoriją Kutuzową i  Aravane Rezaï[27]
- WTA Tour 2009 – French Open, gra mieszana:
  - debel  Lisa Raymond,  Marcin Matkowski awansował do II rundy turnieju paryskiego[28]

### Kolarstwo
- Giro d’Italia, etap XVII – 79 km:
  -   Franco Pellizotti – 2h 21'06"
  -   Stefano Garzelli
  -   Danilo Di Luca
    - W klasyfikacji generalnej prowadzi  Denis Mienszow przed  Danilo Di Luca (strata 26")

## 26 maja

### Tenis ziemny
- ATP World Tour 2009 – French Open, gra pojedyncza mężczyzn:
  -  Łukasz Kubot odpadła z turnieju w I rundzie po porażce 6:3, 3:6, 4:6, 7:6, 3:6 z  Viktorem Troickim[29]
- WTA Tour 2009 – French Open, gra pojedyncza kobiet:
  -  Urszula Radwańska odpadła z turnieju w I rundzie po porażce 6:4, 3:6, 0:6 z  Yaniną Wickmayer[30]

## 25 maja

### Tenis ziemny
- WTA Tour 2009 – French Open, gra pojedyncza kobiet:
  -  Agnieszka Radwańska wygrał 6:3, 6:1 z  Rossaną De Los Rios w I rundzie turnieju paryskiego[31]

### Koszykówka
- CSKA Moskwa  MISTRZEM ROSJI[32]

### Kolarstwo
- Giro d’Italia, etap XVI – 237 km:
  -   Carlos Sastre – 7h 11'48"
  -   Denis Mienszow
  -   Danilo Di Luca
    - W klasyfikacji generalnej prowadzi  Denis Mienszow przed  Danilo Di Luca (strata 39")

## 24 maja

### Lekkoatletyka
- Anna Jesień wygrała bieg na 400 m przez płotki podczas mityngu lekkoatletycznego w  Rabacie[33]

### Kajakarstwo
- Pucharu Świata w kajakarstwie, 2 edycja  Poznań; Reprezentacja Polski w zawodach Pucharu świata wywalczyła dwa medale:
  -  K2 na 1000 m (Małgorzata Chojnacka, Sandra Pawełczak)
  -  C4 na 1000 m (Paweł Skowroński, Arkadiusz Toński, Roman Rynkiewicz, Łukasz Woszczyński)[34]

### Piłka nożna
- I liga, 32. kolejka:
  - Widzew Łódź 2:0 Znicz Pruszków
    - Widzew Łódź zapewnił sobie awans do Ekstraklasy[35]
- Jupiler League
  - Standard Liège 2:0 RSC Anderlecht (→ Standard Liège  MISTRZEM BELGII)[36]
- Puchar Austrii
  - Austria Wiedeń zdobyła  PUCHAR AUSTRII

### Sporty motorowe

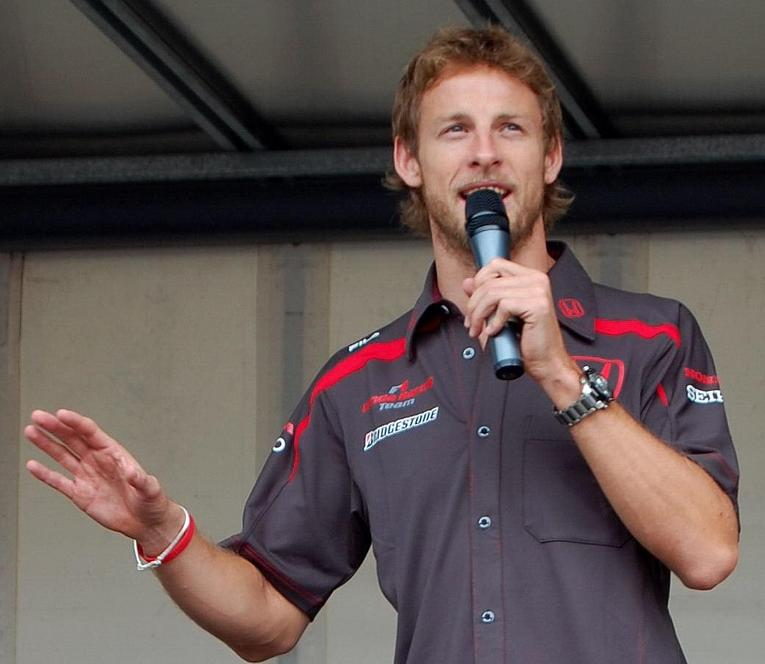
Jenson Button

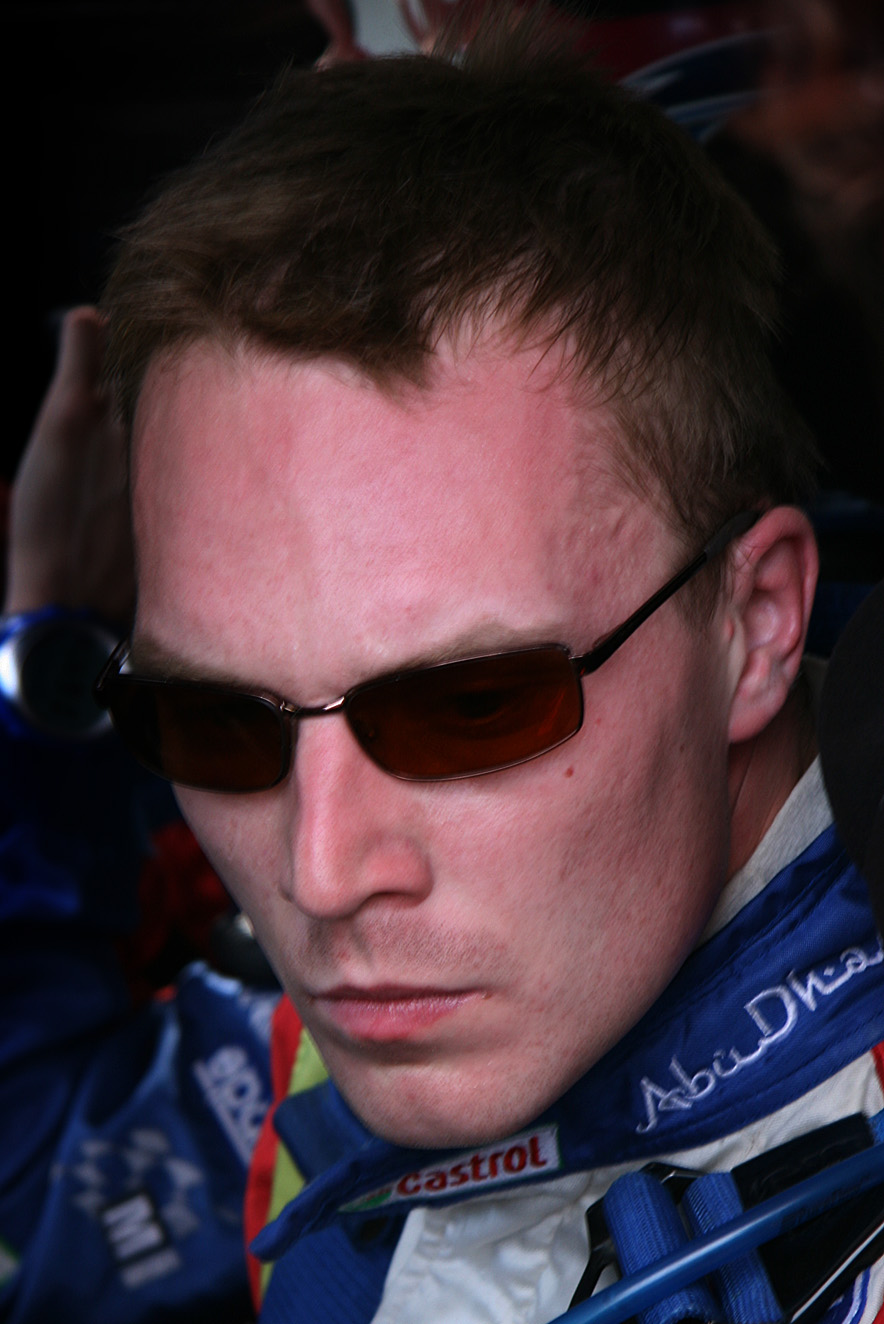
Jari-Matti Latvala

- Formuła 1 – Grand Prix Monako 2009:
  -   Jenson Button (Brawn-Mercedes)
  -   Rubens Barrichello (Brawn-Mercedes)
  -   Kimi Räikkönen (Ferrari)
- Rajdowe Mistrzostwa Świata, 6 eliminacja Rajd Włoch 2009:
  -   Jari-Matti Latvala
  -   Mikko Hirvonen
  -   Petter Solberg

### Kolarstwo
- Giro d’Italia, etap XV – 159 km:
  -   Leonardo Bertagnolli – 4h 18'34"
  -   Serge Pauwels
  -   Marco Pinotti
    - W klasyfikacji generalnej prowadzi  Denis Mienszow przed  Danilo Di Luca

### Rugby
- Pierwsza Liga Rugby, 18 runda:
  - Blachy Pruszyński Budowlani Łódź 35-0 AZS AWF Warszawa
  - Arka Gdynia 25-0 v.o. Pogoń Siedlce 25-0
  - Lechia Gdańsk 76-0 WMPD-PUDiZ Olsztyn
  - Salwator Juvenia Kraków 25-0 v.o. Ogniwo Sopot
  - Posnania Poznań 46-0 MACH Czarni Pruszcz Gdański

## 23 maja

### Piłka nożna
- Ekstraklasa, 29. kolejka:
  - Cracovia 0:0 Górnik Zabrze
  - GKS Bełchatów 1:1 Arka Gdynia
  - Odra Wodzisław 0:2 Piast Gliwice
  - Polonia Warszawa 3:3 Lech Poznań
  - Ruch Chorzów 2:0 ŁKS Łódź
  - Lechia Gdańsk 2:4 Wisła Kraków
  - Śląsk Wrocław 1:1 Legia Warszawa
  - Polonia Bytom 1:0 Jagiellonia Białystok
- I liga, 32. kolejka:
  - Podbeskidzie Bielsko-Biała 9:0 Tur Turek
  - Stal Stalowa Wola 0:0 GKS Katowice
  - Górnik Łęczna 1:1 Wisła Płock
  - Dolcan Ząbki 1:0 Warta Poznań
  - Flota Świnoujście 1:1 Motor Lublin
  - GKP Gorzów Wielkopolski 2:1 Odra Opole
- Bundesliga
  - VfL Wolfsburg mistrzem Niemiec
- Puchar Belgii, finał:
  - KRC Genk 2:0 KV Mechelen (→ KRC Genk  zdobył PUCHAR BELGII)[37]

### Kolarstwo
- Giro d’Italia, etap XIV – 174 km:
  -   Simon Gerrans – 4h 16'48"
  -   Rubens Bertogliati
  -   Francesco Gavazzi

### Rugby
- Puchar Heinekena: na stadionie Murrayfield Leinster Rugby zdobył Puchar Heinekena wygrywając w finale 19:16 z Leicester Tigers

## 22 maja

### Piłka nożna
- I liga, 32. kolejka:
  - Zagłębie Lubin 4:0 Korona Kielce
    - Zagłębie Lubin zapewniło sobie awans do Ekstraklasy[38]

### Kolarstwo
- Giro d’Italia, etap XIII – 150 km:
  -   Mark Cavendish – 3h 48'36"
  -   Alessandro Petacchi
  -   Allan Davis

## 21 maja

### Piłka nożna
- I liga, 32. kolejka:
  - Kmita Zabierzów 0:3 GKS Jastrzębie

### Kolarstwo
- Giro d’Italia, etap XII – 61,7 km:
  -   Denis Mienszow – 1h 34'29"
  -   Levi Leipheimer
  -   Stefano Garzelli

## 20 maja

### Piłka nożna
- Puchar Polski, finał:
  - Lech Poznań 1:0 Ruch Chorzów (→ Lech Poznań  zdobył PUCHAR POLSKI)
- Puchar UEFA, finał  Stambuł, Fenerbahçe Şükrü Saracoğlu:
  - Szachtar Donieck  2:1  Werder Brema (→ Szachtar Donieck zdobył PUCHAR UEFA)[39]
- Puchar Słowacji, finał:
  - MFK Košice 3:1 FC Artmedia Petržalka (→ MFK Košice  zdobył PUCHAR SŁOWACJI)
- Puchar Szwajcarii, finał:
  - FC Sion 3:2 BSC Young Boys (→ FC Sion  zdobył PUCHAR SZWAJCARII)
- Puchar Węgier, finał:
  - Budapest Honvéd FC 1:0 Győri ETO FC (→ Budapest Honvéd FC  zdobył PUCHAR WĘGIER)

### Tenis ziemny
- ATP World Tour 2009 – Austrian Open:
  - debel  Mariusz Fyrstenberg i Marcin Matkowski awansował do ćwierćfinału turnieju rozgrywanego w Kitzbühel[40]
- WTA Tour 2009 – Warsaw Open:
  -  Urszula Radwańska odpadła z turnieju[41]
  -  Marta Domachowska odpadła z turnieju[42]

### Kolarstwo
- Giro d’Italia, etap XI – 206 km:
  -   Mark Cavendish – 4h 51'17"
  -   Tyler Farrar
  -   Alessandro Petacchi
    - Lider wyścigu:   Danilo Di Luca

### Koszykówka
- PLK, finał:
  - Asseco Prokom Sopot 96:74 PGE Turów Zgorzelec (w meczach 1:4 → Asseco Prokom Sopot  MISTRZEM POLSKI)[43]

### Rugby
- Pierwsza Liga Rugby, mecz zaległy:
  - K.S. Posnania Poznań 16:13 R.C. Lechia Gdańsk

## 19 maja

### Kolarstwo
- Giro d’Italia, etap X – 250 km:
  -   Danilo Di Luca – 6h 30'43"
  -   Franco Pellizotti
  -   Denis Mienszow

## 18 maja

### Piłka nożna
- Mistrzostwa Europy U-17 w piłce nożnej 2009:
  - Reprezentacja Niemiec do lat 17 zdobyła mistrzostwo Europy[44]

## 17 maja

### Kolarstwo
- Giro d’Italia, etap IX – 163 km:

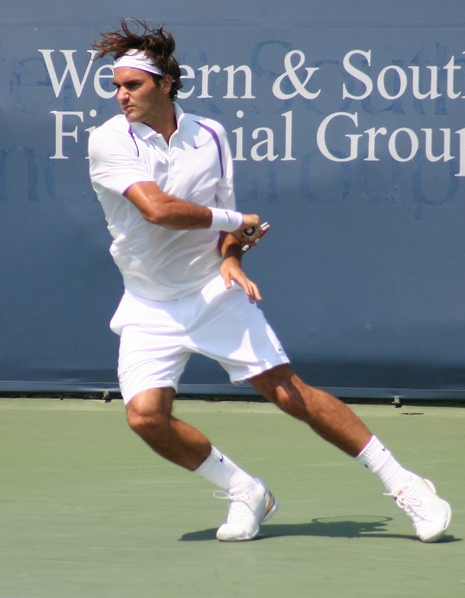
Roger Federer

  -   Mark Cavendish – 4h 16'13"
  -   Allan Davis
  -   Tyler Farrar[45]

### Tenis ziemny
- ATP World Tour 2009 – Mutua Madrileña Madrid Open:
  - Roger Federer  2:0 (6:4, 6:4)  Rafael Nadal[46]

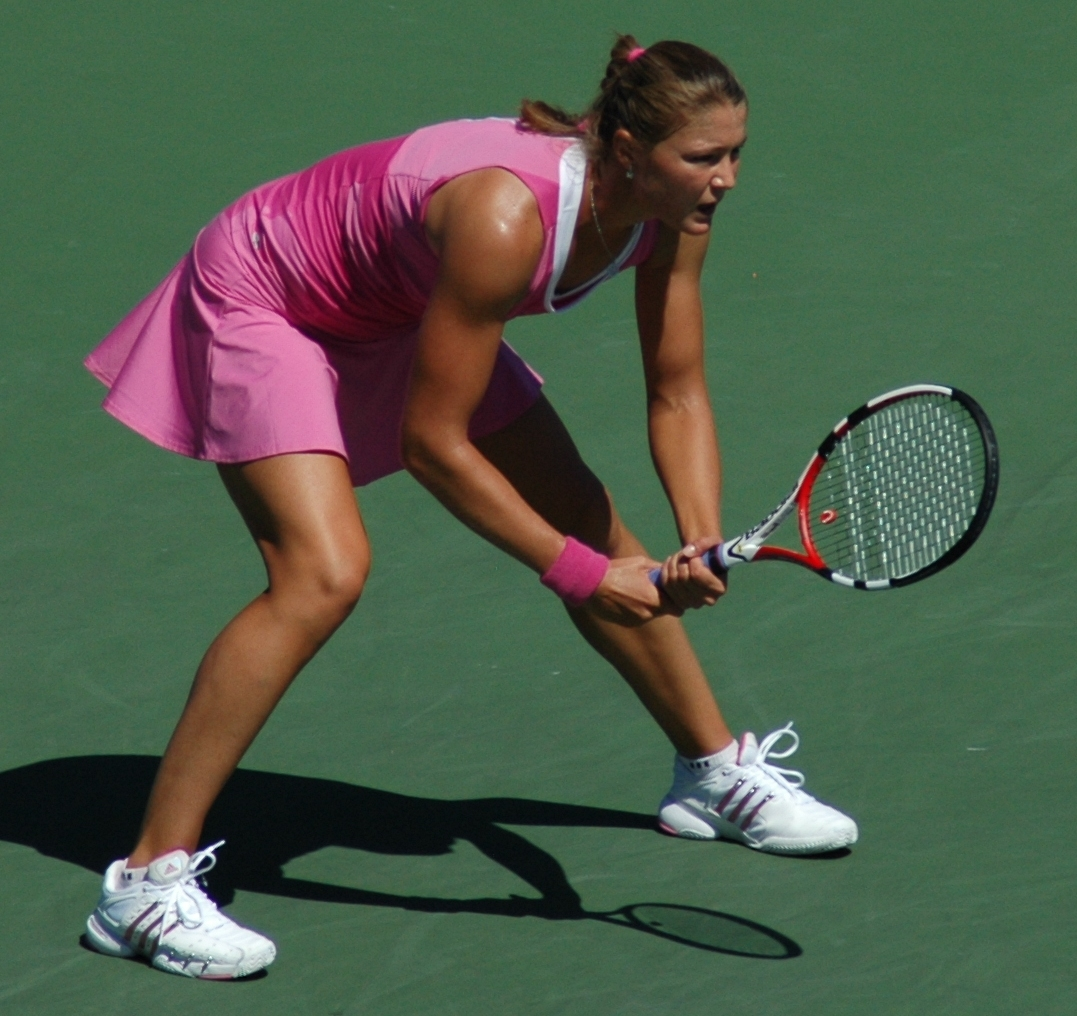
Dinara Safina

- WTA Tour 2009 – Mutua Madrileña Madrid Open:
  - Dinara Safina  2:0 (6:2, 6:4)  Caroline Wozniacki[47]

### Koszykówka
- PLK, finał:
  - PGE Turów Zgorzelec 77:85 Asseco Prokom Sopot (→ w meczach 1:3)[48]

### Piłka nożna
- Ekstraklasa, 28. kolejka:
  - Piast Gliwice 0:1 Śląsk Wrocław
  - ŁKS Łódź 0:4 Wisła Kraków
- I liga, 31. kolejka:
  - Wisła Płock 3:2 GKP Gorzów Wielkopolski
  - Znicz Pruszków vs Górnik Łęczna

### Sporty motorowe
- Motocyklowe Mistrzostwa Świata: Grand Prix Francji

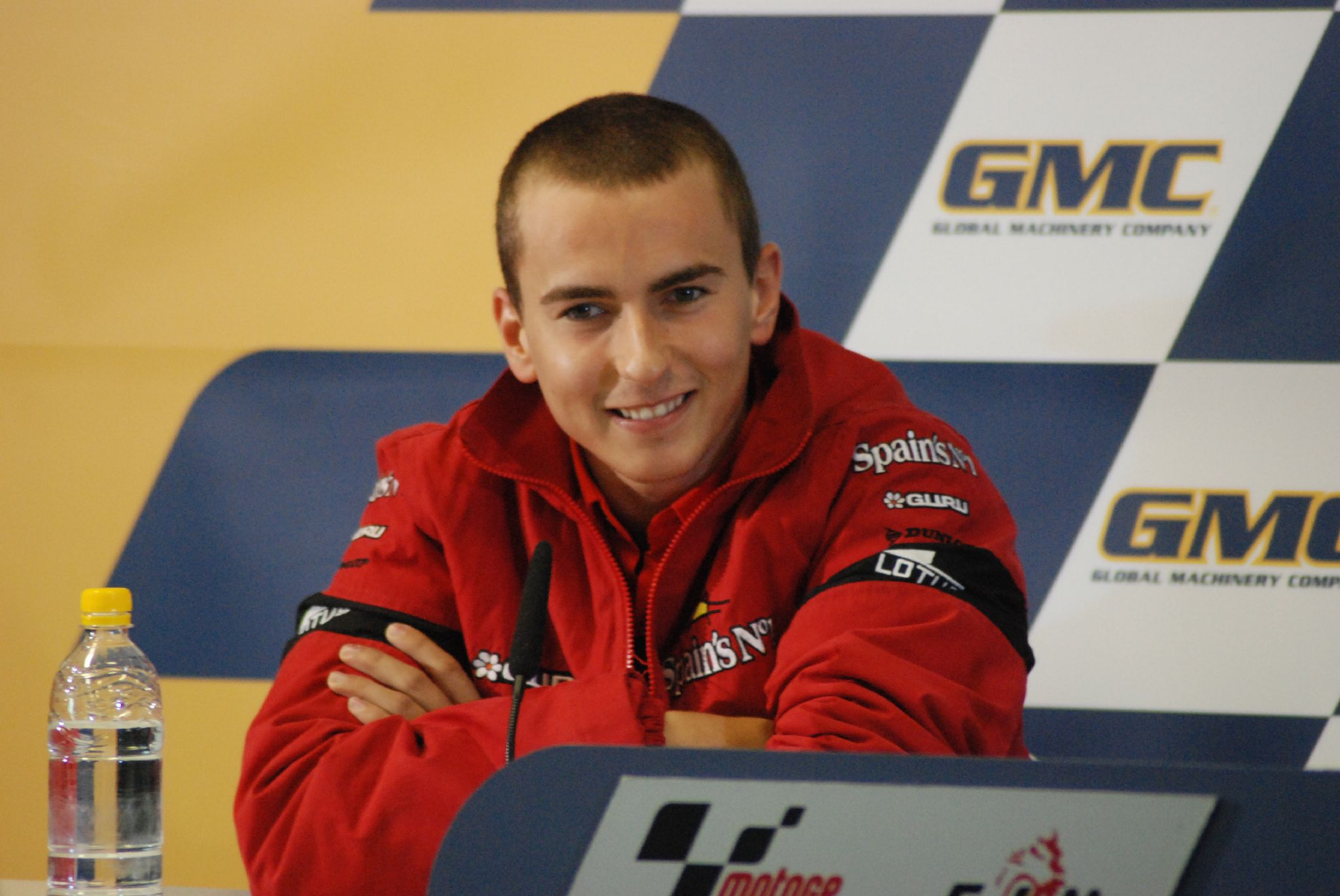
Jorge Lorenzo

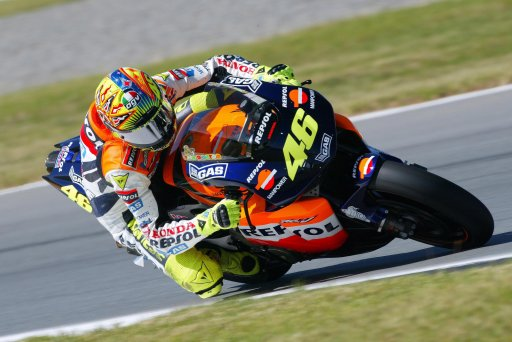
Valentino Rossi

  - MotoGP:Jorge Lorenzo
    -   Jorge Lorenzo
    -   Marco Melandri
    -   Dani Pedrosa

  - 250 cc:
    -   Marco Simoncelli
    -   Héctor Faubel
    -   Roberto Locatelli

  - 125 cc:
    -   Julián Simón
    -   Jonas Folger
    -   Sergio Gadea

## 16 maja

### Tenis ziemny
- ITF Men's Futures:  Jerzy Janowicz wygrał turniej rozegrany w Most[49]

### Boks
- Giacobbe Fragomeni obronił pas mistrza świata kategorii junior ciężkiej federacji WBC, w Rzymie zremisował z  Krzysztofem Włodarczykiem[50]

### Kolarstwo

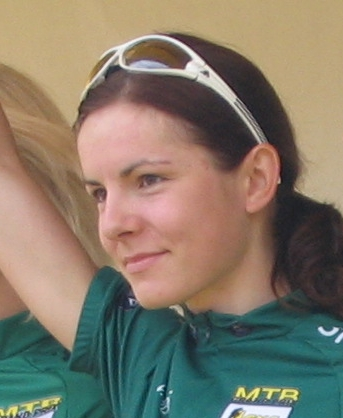
Maja Włoszczowska

- Lang Team Grand Prix MTB – Bielawa, wyniki:
  - kobiety –  Maja Włoszczowska
  - mężczyźni –  Marek Galiński[51]
- Giro d’Italia, etap VIII – 208 km:
  -   Kanstancin Siucou – 5h 04'34"
  -   Edvald Boasson Hagen
  -   Danilo Di Luca
    - W klasyfikacji generalnej po 8 etapach prowadzi:  Danilo Di Luca[52]

### Piłka ręczna
- Ekstraklasa piłki ręcznej kobiet
  - Piłkarki SPR Asseco BS Lublin zostały  MISTRZYNIAMI POLSKI[53]

### Koszykówka
- PLK, mecze o 3 miejsce:
  - Anwil Włocławek 100:76 Energa Czarni Słupsk (→ w meczach 3:0 dla Anwilu )[54]

### Piłka nożna
- Ekstraklasa, 28. kolejka:
  - Jagiellonia Białystok 2:1 Polonia Warszawa
  - Górnik Zabrze 2:0 Odra Wodzisław
  - Legia Warszawa 3:1 Polonia Bytom
  - Cracovia 1:0 GKS Bełchatów
- I liga, 31. kolejka:
  - GKS Katowice 3:2 Widzew Łódź
  - Warta Poznań 3:1 Flota Świnoujście
  - Motor Lublin 1:2 Zagłębie Lubin
  - Tur Turek 1:2 Stal Stalowa Wola
  - Odra Opole 0:0 Dolcan Ząbki
  - GKS Jastrzębie 2:2 Podbeskidzie Bielsko-Biała
- Premier League:
  - Manchester United F.C. 0:0 Arsenal F.C. (→ MANCHESTER  MISTRZEM ANGLII)[55]
- Primera División – FC Barcelona  MISTRZEM HISZPANII[56]
- Serie A – Inter Mediolan  MISTRZEM WŁOCH[57]

### Sporty motorowe
- Rajd Elmot: 37 edycję rajdu wygrał:  Kajetan Kajetanowicz
  - W klasyfikacji generalnej Rajdowych samochodowych mistrzostw Polski prowadzą ex-aequo Kajetanowicz i Kuchar[58]

## 15 maja

### Koszykówka
- PLK, finał:
  - PGE Turów Zgorzelec 77:80 Asseco Prokom Sopot (→ w meczach 1:2)[59]

### Piłka nożna
- Ekstraklasa, 28. kolejka:
  - Arka Gdynia 1:2 Ruch Chorzów[60]
  - Lech Poznań 1:0 Lechia Gdańsk
- I liga, 31. kolejka:
  - Korona Kielce 3:0 Kmita Zabierzów

### Sporty motorowe
- Rajd Elmot: po pierwszym dniu liderem 37. Rajdu Elmot jest  Tomasz Kuchar[61]

### Kolarstwo
- Giro d’Italia, etap VII – 244 km:
  -   Edvald Boasson Hagen 5h 56'53"
  -   Robert Hunter
  -   Paweł Brutt

## 14 maja

### Tenis ziemny
- ATP World Tour 2009 – Mutua Madrileña Madrid Open:
  - debel  Fyrstenberg-Matkowski przegrał w 1/8 finału turnieju madryckiego[62]

### Kolarstwo
- Giro d’Italia, etap VI – 242 km:
  -   Michele Scarponi 5h 49'55"
  -   Edvald Boasson Hagen
  -   Allan Davis

## 13 maja

### Piłka nożna
- Puchar Ekstraklasy, finał:
  - Odra Wodzisław Śląski 0:1 Śląsk Wrocław (→ Śląsk Wrocław zdobył  Puchar Ekstraklasy)[63]
- I liga, 30. kolejka:
  - Stal Stalowa Wola 2:0 GKS Jastrzębie
  - Górnik Łęczna 1:1 GKS Katowice
  - GKP Gorzów Wielkopolski 0:0 Znicz Pruszków
  - Dolcan Ząbki 1:0 Wisła Płock
  - Flota Świnoujście 2:0 Odra Opole
  - Korona Kielce 3:0 Motor Lublin
  - Zagłębie Lubin 1:2 Warta Poznań
  - Widzew Łódź 2:0 Tur Turek
- Puchar Króla, finał
  - FC Barcelona 4:1 Athletic Bilbao(→ Barcelona zdobył  Puchar Króla)[64]
- Puchar Włoch, finał
  - S.S. Lazio 1:1 (k. 6:5) UC Sampdoria(→ Lazio zdobył  Puchar Włoch)[65]

### Kolarstwo
- Giro d’Italia, etap V – 125 km:
  -   Denis Mienszow 3h 15'24"
  -   Thomas Lövkvist
  -   Danilo Di Luca

## 12 maja

### Koszykówka
- PLK, finał:
  - Asseco Prokom Sopot 84:93 PGE Turów Zgorzelec (→ w meczach 1:1)

### Kolarstwo
- Giro d’Italia, etap IV – 165 km:
  -   Danilo Di Luca 4h 15'07"
  -   Stefano Garzelli
  -   Franco Pellizotti

### Piłka nożna
- I liga, 30. kolejka:
  - Podbeskidzie Bielsko-Biała 3:0 Kmita Zabierzów

## 11 maja

### Kolarstwo
- Giro d’Italia, etap III – 200 km:
  -   Alessandro Petacchi – 4h 45'27"
  -   Tyler Farrar
  -   Francesco Gavazzi[66]

### Piłka nożna
- Liga Sagres:
  - FC Porto zapewniło sobie Mistrzostwo Portugalii na dwie kolejki przed zakończeniem sezonu[67]

## 10 maja

### Tenis ziemny

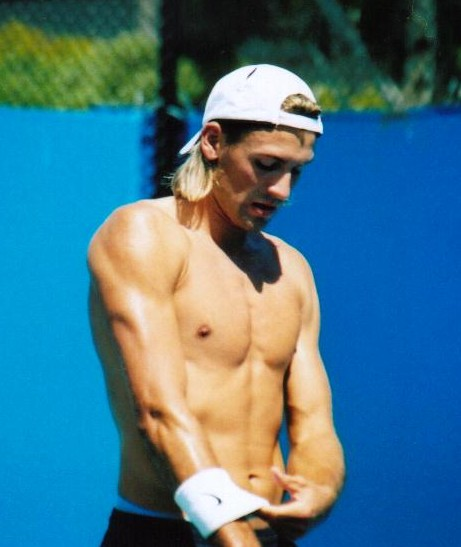
Łukasz Kubot

- ATP World Tour 2009 – Serbia Open:
  -  Łukasz Kubot przegrał w finale z  Novakiem Đokoviciem 3:6, 6:7 w finale turnieju singla w Belgradzie[68]
  - polsko-austriacki debel Kubot-Marach wygrał turniej Belgradzki[69]
- ITF Men's Futures:  Jerzy Janowicz przegrał w finale turnieju tenisowego w Teplicach z  Michalem Tabarą 3:6, 2:6[70]

### Kolarstwo
- Giro d’Italia, etap II – 156 km:
  -   Alessandro Petacchi – 3h 43'07"
  -   Mark Cavendish
  -   Ben Swift[71]

### Koszykówka
- PLK, finał:
  - Asseco Prokom Sopot 95:79 PGE Turów Zgorzelec (→ w meczach 1:0)[72]

### Piłka nożna
- Ekstraklasa, 27. kolejka:
  - Ruch Chorzów 0:0 Piast Gliwice
  - Wisła Kraków 1:0 Legia Warszawa
- I liga, 29. kolejka:
  - Wisła Płock vs Flota Świnoujście
- Puchar Francji, finał:
  - En Avant Guingamp 2:1 Stade Rennais[73]

### Sporty motorowe
- Formuła 1 – Grand Prix Hiszpanii:
  -   Jenson Button (Brawn-Mercedes)
  -   Rubens Barrichello (Brawn-Mercedes)
  -   Mark Webber (Red Bull Racing)
  -   Robert Kubica (BMW Sauber)[74]

### Hokej na lodzie
- Mistrzostwa Świata w Hokeju na Lodzie 2009, Elita
  - Finał:
    - Rosja  2:1 (1:1, 1:0, 0:0)  Kanada (→ ROSJA  MISTRZEM ŚWIATA)[75]

  - Mecz o 3 miejsce:
    - Szwecja  4:2 (0:0, 2:1, 2:1)  Stany Zjednoczone (→ Szwecja  brązowym medalistą mistrzostw świata)

## 9 maja

### Tenis ziemny
- ATP World Tour 2009 – Serbia Open:
  -  Łukasz Kubot awansował do finału, w półfinale pokonał  Ivo Karlovicia 7:6, 6:2[76]
  - polsko-austriacki debel Kubot-Marach awansował do finału turnieju rozgrywanego w Belgradzie[77]
- WTA Tour 2009
  - Internazionali BNL d’Italia:  Dinara Safina wygrała turniej rozegrany w Rzymie w finale pokonała  Swietłane Kuzniecową 6:3, 6:2[78]
  - Estoril Open:  Yanina Wickmayer wygrała turniej

### Kolarstwo
- Giro d’Italia, etap I – 20,5 km:
  -   Mark Cavendish – 21'50"
  -   Marco Pinotti
  -   Edvald Boasson Hagen[79]

### Piłka siatkowa
- Serie A:
  - Siatkarki Scavolini Pesaro obroniły tytuł MISTRZYŃ WŁOCH[80]

### Piłka nożna
- Ekstraklasa, 27. kolejka:
  - Polonia Warszawa 1:0 GKS Bełchatów
  - Śląsk Wrocław 0:2 Lech Poznań
  - ŁKS Łódź 2:0 Górnik Zabrze
  - Odra Wodzisław 2:1 Cracovia
- I liga, 29. kolejka:
  - GKS Katowice 1:1 GKP Gorzów Wielkopolski
  - Tur Turek 1:2 Górnik Łęczna
  - Podbeskidzie Bielsko-Biała 3:0 Stal Stalowa Wola
  - Warta Poznań 3:0 Korona Kielce
  - Odra Opole 0:3 Zagłębie Lubin
  - Znicz Pruszków 1:3 Dolcan Ząbki
  - GKS Jastrzębie 0:3 Widzew Łódź

### Rugby
- Pierwsza Liga Rugby, 17. runda:
  - AZS AWF Warszawa 11:30 Arka Gdynia
  - MACH Czarni Pruszcz Gdański 3:87 Blachy Pruszyński Budowlani Łódź
  - Pogoń Siedlce 5:123 Lechia Gdańsk
  - WMPD-PUDiZ Olsztyn 5:34 Salwator Juvenia Kraków
  - Ogniwo Sopot 20:12 Posnania Poznań

### Zawody lotnicze
- Red Bull Air Race World Series 2009 2 wyścig  San Diego
  -   Nicolas Ivanoff
  -   Paul Bonhomme
  -   Hannes Arch

### Żużel
- Grand Prix Indywidualnych Mistrzostw Świata na Żużlu: Grand Prix Europy
  -   Jason Crump
  -   Tomasz Gollob
    - w klasyfikacji generalnej 5. miejsce

  -   Andreas Jonsson

## 8 maja

### Lekkoatletyka
- Mityng Super Grand Prix IAAF w Dausze:
  -  Anita Włodarczyk wygrała konkurs rzutu młotem – 73,68 m[81]
  -  Tomasz Majewski zajął drugie miejsce w konkursie pchnięcia kulą – 21,22 m[82]

### Tenis ziemny
- ATP World Tour 2009 – Serbia Open:
  -  Łukasz Kubot i  Oliver Marach awansowali do półfinału debla
  -  Łukasz Kubot awansował do półfinału singla[83]

### Piłka nożna
- Ekstraklasa, 27. kolejka:
  - Lechia Gdańsk 3:1 Jagiellonia Białystok
  - Polonia Bytom 2:1 Arka Gdynia[84]
- I liga, 29. kolejka:
  - Motor Lublin 3:0 Kmita Zabierzów

### Hokej na lodzie
- Mistrzostwa Świata w Hokeju na Lodzie 2009, Elita – półfinały:
  - Rosja  3:2 (0:0, 2:2, 1:0)  Stany Zjednoczone (→ awans do finału Reprezentacji ROSJI)
  - Kanada  3:1 (1:0, 2:0, 0:1)  Szwecja (→ awans do finału Reprezentacji KANADY)

## 7 maja

### Tenis ziemny
- WTA Tour 2009 – Internazionali BNL d’Italia:  Agnieszka Radwańska przegrała do ćwierćfinale z  Venus Williams 1:6, 2:6[85]

### Piłka nożna
- Puchar Polski, półfinały (mecze rewanżowe):
  - Ruch Chorzów 1:0 Legia Warszawa (→ awans do finału RUCHU)
- Puchar UEFA, półfinały (mecze rewanżowe):
  - Szachtar Donieck  2:1  Dynamo Kijów (w dwumeczu 3:2 → awans do finału SZACHTARA)[86]
  - Hamburger SV  2:3  Werder Brema (w dwumeczu 3:3 → awans do finału WERDERA)

### Hokej na lodzie
- Mistrzostwa Świata w Hokeju na Lodzie 2009, Elita – ćwierćfinały (system pucharowy):
  - Kanada  4:2 (0:0, 3:1, 1:1)  Łotwa (→ awans do półfinału Reprezentacji KANADY)
  - Szwecja  3:1 (0:0, 2:0, 1:1)  Czechy (→ awans do półfinału Reprezentacji SZWECJI)

## 6 maja

### Tenis ziemny
- WTA Tour 2009 – Internazionali BNL d’Italia:  Agnieszka Radwańska awansowała do ćwierćfinału turnieju rzymskiego, w III rundzie pokonała 7-mą rakietę świata  Aną Ivanović 6:1, 3:6, 6:4[87]

### Piłka nożna
- Puchar Polski, półfinały (mecze rewanżowe):
  - Polonia Warszawa 1:1 (karne 0:3) Lech Poznań (→ awans do finału LECHA)[88]
- Liga Mistrzów, półfinały (II mecze):
  - Chelsea F.C.  1:1  FC Barcelona → awans do finału BARCELONY)[89]

### Hokej na lodzie
- Mistrzostwa Świata w Hokeju na Lodzie 2009, Elita – ćwierćfinały (system pucharowy):
  - Rosja  4:3 (0:0, 3:3, 1:0)  Białoruś (→ awans do półfinału Reprezentacji Rosji)
  - Finlandia  2:3 (0:0, 2:3, 0:0)  Stany Zjednoczone (→ awans do półfinału Reprezentacji USA)

## 5 maja

### Tenis stołowy
- Mistrzostwa Świata w Tenisie Stołowym 2009, końcowa klasyfikacja medalowa:

|   |                  |   |   |   |
| 1 | Chiny            | 5 | 5 | 7 |
| 2 | Hongkong         | 0 | 0 | 1 |
| 2 | Japonia          | 0 | 0 | 1 |
| 2 | Korea Południowa | 0 | 0 | 1 |

### Piłka nożna
- Liga Mistrzów, półfinały (II mecze):
  - Arsenal F.C.  1:3  Manchester United (w dwumeczu 1:4 → awans Manchesteru)[90]

## 4 maja

### Tenis ziemny
- WTA Tour 2009 – Internazionali BNL d’Italia:  Agnieszka Radwańska pokonał w I rundzie turnieju rzymskiego  Alona Bondarenko 6:0, 6:1[91]

### Snooker

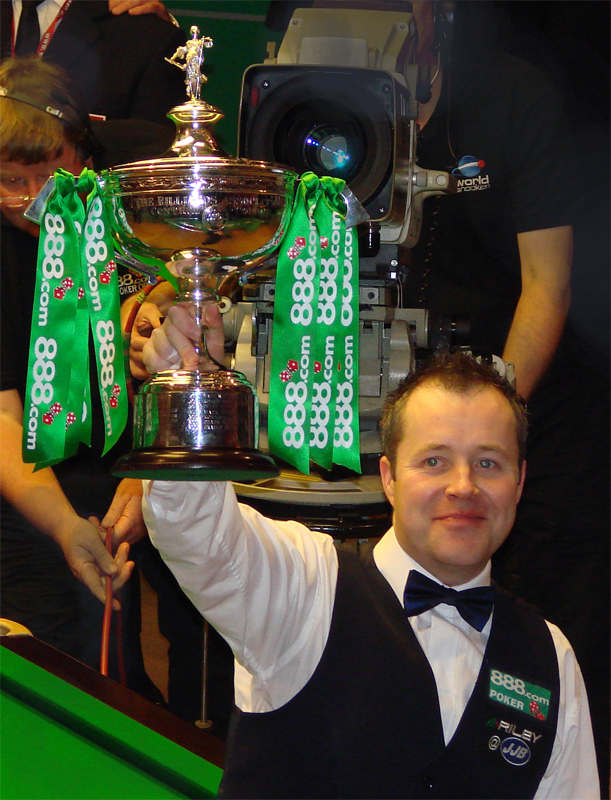
John Higgins

- Mistrzostwa Świata w snookerze 2009, finał:
  - John Higgins  16:8  Shaun Murphy

### Piłka nożna
- Klubowe Mistrzostwa Świata: pierwszym finalistom mistrzostw został triumfator OFC Champions League  Auckland City FC[92]

### Hokej na lodzie
- Mistrzostwa Świata w Hokeju na Lodzie 2009, Elita – Druga faza grupowa:
  - Grupa E:
    - Szwecja  6:3 (3:0, 2:3, 1:0)  Francja
    - Stany Zjednoczone  3:4 (0:1, 3:1, 0:1, 0:1)  Szwajcaria

  - Grupa F:
    - Słowacja  3:2 (2:0, 0:1, 0:1, 1:0)  Norwegia
    - Kanada  3:4 (1:2, 1:1, 1:0, 0:0, 0:1)  Finlandia

  - Grupa G, walka o utrzymanie e Elicie:
    - Węgry } 1:2 (1:1, 0:1, 0:0)  Niemcy
    - Dania  5:2 (1:2, 1:0, 3:0)  Austria
      -  Węgry i  Austria spadły do Dywizji I

## 3 maja

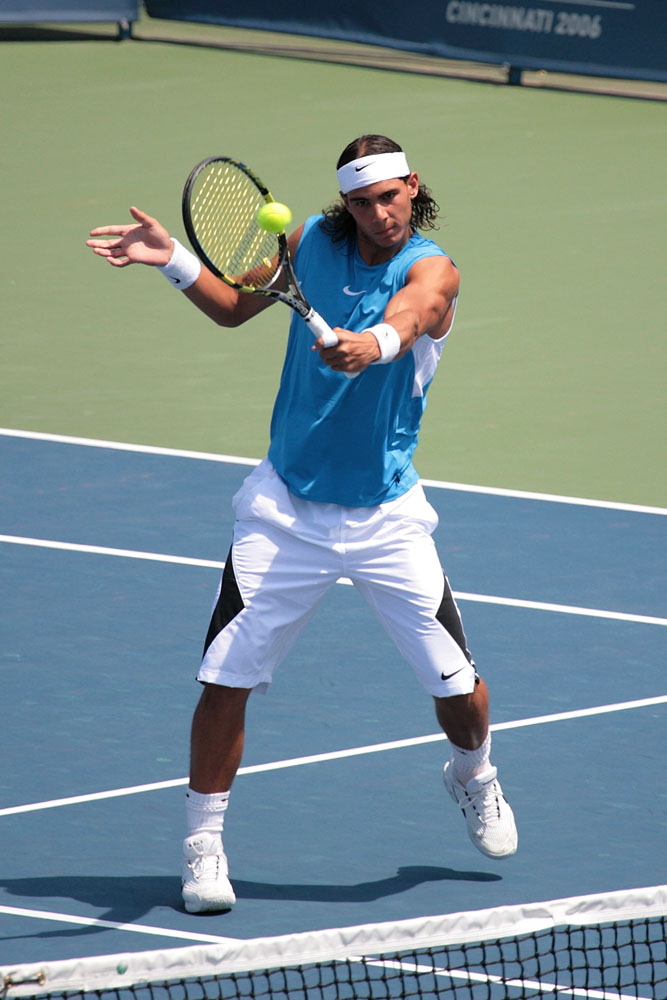
Rafael Nadal

### Boks
- Anselmo Moreno obronił pas mistrza świata w wadze koguciej organizacji WBA; na punkty pokonał (115:112, 115:113, 113:115)  Władimira Sidorenkę[93]

### Tenis ziemny
- ATP World Tour 2009 – Internazionali BNL d’Italia,  Rzym:
  - Finał: Rafael Nadal  7–6(2), 6–2  Novak Đoković

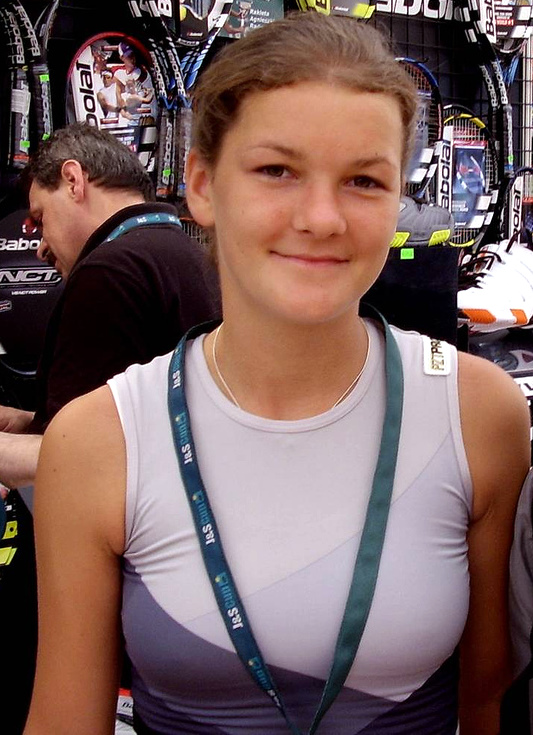
Agnieszka Radwańska

- WTA Tour 2009 – Porsche Tennis Grand Prix,  Stuttgart: Swietłana Kuzniecowa
  - Finał: Dinara Safina  4:6, 3:6  Swietłana Kuzniecowa[94]

Swietłana Kuzniecowa

- ITF Women’s Circuit – turniej w  Makarsce:
  - Finał debla:  Tatjana Malek,  Renata Voráčová 6:4, 5:7, 10:6  Karolina Kosińska,  Tereza Hladíková[95]

### Kolarstwo
- Puchar Świata w kolarstwie górskim: w zawodach Pucharu Świata w Houffalize zwyciężyła  Margarita Fullana, ósme miejsce zajęła  Maja Włoszczowska[96]

### Piłka nożna
- Ekstraklasa, 26. kolejka:
  - Cracovia 1:0 Polonia Warszawa
  - Lech Poznań 1:1 Ruch Chorzów
- I liga, 28. kolejka:
  - Motor Lublin 1:1 Warta Poznań
  - Korona Kielce 2:0 Odra Opole
- Premier League:
  - Liverpool		3:0		Newcastle U.
  - Sunderland		0:2		Everton

### Koszykówka
- PLK, półfinał:
  - Anwil Włocławek 63:86 Asseco Prokom Sopot (w meczach 2:4 → awans do finału Asseco Prokom Sopot)[97]
- Euroliga, final four:
  - Finał: CSKA Moskwa  71–73  Panathinaikos Ateny → Panathinaikos Ateny  MISTRZEM EUROLIGI[98]
  - O 3. miejsce: FC Barcelona  75–95  Olympiakos SFP

### Piłka ręczna
- Puchar Polski kobiet zdobyły piłkarki MKS Zagłębie Lubin[99]

### Sporty motorowe
- Motocyklowe Mistrzostwa Świata: Grand Prix Hiszpanii
  - MotoGP:Valentino Rossi
    -   Valentino Rossi
    -   Dani Pedrosa
    -   Casey Stoner

  - 250 cc:
    -   Hiroshi Aoyama

  - 125 cc:
    -   Bradley Smith

### Hokej na lodzie
- Mistrzostwa Świata w Hokeju na Lodzie 2009, Elita – Druga faza grupowa:
  - Grupa E
    - Szwajcaria  1:4 (0:1, 0:1, 1:2)  Szwecja
    - Łotwa  1:6 (0:1, 1:3, 0:2)  Rosja

  - Grupa F
    - Norwegia  1:5 (1:3, 0:2, 0:0)  Kanada
    - Białoruś  0:3 (0:0, 0:2, 0:1)  Czechy

  - Grupa G, walka o utrzymanie e Elicie
    - Niemcy  0:1 (0:0, 0:1, 0:0)  Austria
    - Węgry  1:5 (1:0, 0:2, 0:3)  Dania

## 2 maja

### Boks

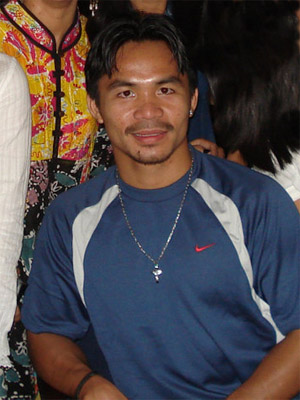
Manny Pacquiao

- Manny Pacquiao zdobył pas mistrza świata federacji IBO w kategorii junior półśredniej[100].

### Tenis ziemny
- ITF Futures:  Adam Chadaj awansował do półfinału turnieju rozgrywanego w  Vic[101].

### Piłka siatkowa
- PlusLiga, mecze o 3 miejsce (do 3 zwycięstw)
  - KS Jastrzębski Węgiel S.A. 3:1 ZAKSA Kędzierzyn-Koźle (w meczach 3:1 dla Jastrzębskiego Węgla)
- Superliga, finał:
  - Zenit Kazań 3:1 (25:21, 18:25, 25:22, 25:21) Iskra Odincowo (w meczach 3:0 → Zenit Kazań  MISTRZEM ROSJI)[102]

### Piłka nożna
- Puchar Grecji: Olympiakos SFP po raz 24 zdobył Puchar Grecji[103]
- Ekstraklasa, 26. kolejka:
  - Arka Gdynia 3:3 Śląsk Wrocław[104]
  - Legia Warszawa 1:0 ŁKS Łódź
  - Jagiellonia Białystok 1:2 Odra Wodzisław
  - Górnik Zabrze 2:0 Lechia Gdańsk
- I liga, 28. kolejka:
  - Górnik Łęczna 2:0 GKS Jastrzębie
  - GKP Gorzów Wielkopolski 2:2 Tur Turek
  - Dolcan Ząbki 0:1 GKS Katowice
  - Flota Świnoujście 1:0 Znicz Pruszków
  - Zagłębie Lubin 1:0 Wisła Płock
- Premier League:
  - Middlesbrough		0:2		Manchester U.
  - Chelsea		3:1		Fulham
  - Manchester C.		3:1		Blackburn R.
  - Portsmouth		0:3		Arsenal
  - Stoke C.		0:1		West Ham U.
  - Tottenham H.		1:0		West Bromwich A.
  - Wigan Athletic		0:0		Bolton W.
- Primera División:
  - Real Madryt 2:6 FC Barcelona[105]

### Piłka ręczna
- EHF Liga Mistrzów, półfinały (rewanżowe mecze):
  - BM Ciudad Real  33:31  HSV Hamburg (w dwumeczu 63:60, awans do finału BM Ciudad Real).

### Koszykówka
- PLK, półfinał:
  - Energa Czarni Słupsk 83:91 PGE Turów Zgorzelec (w meczach 2:4, awans do finału PGE Turów Zgorzelec)[106]

### Sporty motorowe
- Mistrzostwa Świata w rajdach terenowych druga eliminacja – Rajd Tunezji 2009, klasyfikacja końcowa:
  -   Cyril Despres
  -   Marc Coma
  -   Francisco López
  -   Jacek Czachor[107]

### Hokej na lodzie
- Mistrzostwa Świata w Hokeju na Lodzie 2009, Elita – Druga faza grupowa:
  - Grupa E
    - Francja  1:7 (0:1, 0:2, 1:4)  Łotwa
    - Rosja  4:1 (3:1, 1:0, 0:0)  Stany Zjednoczone

  - Grupa F
    - Czechy  8:0 (4:0, 4:0, 0:0)  Słowacja
    - Finlandia  1:2 (0:1, 1:0, 0:0, 0:0, 0:1)  Białoruś

### Curling
- Zakończyły się Mistrzostwa Świata Seniorów w Curlingu 2009

## 1 maja

### Tenis ziemny
- ATP World Tour 2009 – Internazionali BNL d’Italia: w ćwierćfinałowym meczu debel  Fyrstenberg-Matkowski odpadł z turnieju rzymskiego[108].Agnieszka Radwańska
- WTA Tour 2009 – Porsche Tennis Grand Prix:  Agnieszka Radwańska przegrała w ćwierćfinałowym meczu z liderką rankingu WTA  Dinarą Safiną 4:6, 2:6 i odpadła z turnieju stuttgarckiego[109].

### Piłka siatkowa
- PlusLiga, mecze o 1 miejsce (do 3 zwycięstw)
  - Asseco Resovia 1:3 PGE Skra Bełchatów (w meczach 0:3 – PGE Skra Bełchatów  MISTRZEM POLSKI)[110].
- PlusLiga, mecze o 3 miejsce (do 3 zwycięstw)
  - KS Jastrzębski Węgiel S.A. 3:1 ZAKSA Kędzierzyn-Koźle (w meczach 2:1)

### Piłka nożna
- Ekstraklasa, 26. kolejka:
  - GKS Bełchatów 3:1 Polonia Bytom
  - Piast Gliwice 1:1 Wisła Kraków
- I liga, 28. kolejka:
  - Widzew Łódź 3:0 Podbeskidzie Bielsko-Biała

### Koszykówka
- Euroliga, final four:
  - FC Barcelona  78:82  CSKA Moskwa
  - Olympiakos SFP  82:84  Panathinaikos Ateny

### Hokej na lodzie
- Mistrzostwa Świata w Hokeju na Lodzie 2009, Elita – Druga faza grupowa:
  - Grupa E
    - Stany Zjednoczone  6:0  Francja

  - Grupa F
    - Finlandia  2:1  Słowacja

  - Grupa G (o utrzymanie w Elicie)
    - Niemcy  6:0  Dania
    - Austria  1:3  Węgry